# Martin Sertich
Martin Sertich, dit Marty Sertich, (né le 13 octobre 1982 à Roseville, Michigan) est un joueur professionnel américain de hockey sur glace. Il évolue au poste d'attaquant.

## Carrière
Il commence sa carrière en 2001 au Stampede de Sioux Falls en USHL. Puis, il poursuit son apprentissage avec les Tigers de Colorado College en NCAA où il remporta le trophée Hobey Baker remis au joueur de l'année dans la NCAA en 2005. En 2006, il rejoint les Stars de l'Iowa pensionnaire de la Ligue américaine de hockey, son club actuel. Le 10 juin 2008, il est échangé à l'Avalanche du Colorado en retour d'un choix de repêchage conditionnel en 2009.

## Trophées et honneurs personnels

### United States Hockey League
- 2001-2002: Nommé dans l'équipe d'étoiles.
- 2001-2002: Nommé dans l'équipe des recrues.

### NCAA
- 2005: nommé joueur de l'année de la WCHA.
- 2005: Vainqueur du Trophée Hobey Baker, récompensant le meilleur joueur.
- 2006: élu dans la seconde équipe WCHA.
- 2006: nommé dans les dix finalistes du Trophée Hobey Baker.

### USA Hockey
- 2005: nommé joueur étudiant de l'année.

## Parenté dans le sport
- Son père Steve, son oncle John Harrington et son cousin Chris Harrington ont évolué dans le hockey professionnel.

## Statistiques
| Saison    | Équipe                     | Ligue |    | Saison régulière | Saison régulière | Saison régulière | Saison régulière | Saison régulière |   | Séries éliminatoires | Séries éliminatoires | Séries éliminatoires | Séries éliminatoires | Séries éliminatoires |
| Saison    | Équipe                     | Ligue | PJ | B                | A                | Pts              | Pun              | PJ               | B | A                    | Pts                  | Pun                  |                      |                      |
| 2001-2002 | Stampede de Sioux Falls    | USHL  | 61 | 19               | 33               | 52               | 30               | 3                | 1 | 0                    | 1                    | 0                    |                      |                      |
| 2002-2003 | Tigers de Colorado College | NCAA  | 42 | 9                | 20               | 29               | 26               |                  |   |                      |                      |                      |                      |                      |
| 2003-2004 | Tigers de Colorado College | NCAA  | 39 | 11               | 28               | 39               | 12               |                  |   |                      |                      |                      |                      |                      |
| 2004-2005 | Tigers de Colorado College | NCAA  | 42 | 27               | 37               | 64               | 26               |                  |   |                      |                      |                      |                      |                      |
| 2005-2006 | Tigers de Colorado College | NCAA  | 42 | 14               | 36               | 50               | 55               |                  |   |                      |                      |                      |                      |                      |
| 2006-2007 | Stars de l'Iowa            | LAH   | 44 | 13               | 20               | 33               | 24               | 2                | 0 | 1                    | 1                    | 0                    |                      |                      |
| 2007-2008 | Stars de l'Iowa            | LAH   | 79 | 27               | 25               | 52               | 42               |                  |   |                      |                      |                      |                      |                      |
| 2008-2009 | Monsters du lac Érié       | LAH   | 24 | 7                | 8                | 15               | 12               |                  |   |                      |                      |                      |                      |                      |
| 2009-2010 | Monsters du lac Érié       | LAH   | 53 | 9                | 19               | 28               | 22               |                  |   |                      |                      |                      |                      |                      |
| 2010-2011 | HC Olten                   | LNB   | 38 | 21               | 43               | 64               | 42               | -                | - | -                    | -                    | -                    |                      |                      |
| 2011-2012 | HC Olten                   | LNB   | 33 | 13               | 32               | 45               | 4                | 5                | 1 | 3                    | 4                    | 0                    |                      |                      |
| 2011-2012 | HC Lugano                  | LNA   | 2  | 0                | 0                | 0                | 2                | -                | - | -                    | -                    | -                    |                      |                      |
| 2012-2013 | HC Olten                   | LNB   | 47 | 19               | 41               | 60               | 26               | 16               | 3 | 16                   | 19                   | 16                   |                      |                      |
| 2013-2014 | Iserlohn Roosters          | DEL   | 50 | 9                | 33               | 42               | 39               | 9                | 1 | 1                    | 2                    | 8                    |                      |                      |
| 2014-2015 | Hamburg Freezers           | DEL   | 52 | 7                | 28               | 35               | 12               | 7                | 1 | 5                    | 6                    | 4                    |                      |                      |
| 2015-2016 | Hamburg Freezers           | DEL   | 46 | 5                | 14               | 19               | 4                | -                | - | -                    | -                    | -                    |                      |                      |